# Waldo Santos
Waldo Santos García (Castronuevo de los Arcos, Zamora, 1921–Zamora, 14 de diciembre de 2004) fue un poeta español.
Se dedicó la abogacía y fue un experto en cante jondo. En Zamora era muy familiar la estampa de este poeta, ataviado con capa, boina, un clavel rojo y un bastón en la mano.

## Obra
El escritor inició su actividad literaria en 1969 con la obra Mi voz y mi palabra. Su siguiente publicación reunió tres títulos: Palabra derramada. Toba, clavel y... viento. Grito de estopa (1973), en los que despliega su característico lenguaje de símbolos.
En la década de los 80 Santos publicó Sangre colgada a garfios (1986), que recoge así mismo otros cuatro títulos (Con la sed bocarriba, Imposible alondra, Desde la sangre al rojo y Sufridlo en esperanza) y Alaciar de la luz estremecida (1988). Sus últimos títulos publicados en vida fueron la colección de relatos ... del atardecer de Iberia (1990) y el poemario Oyendo cómo crecen las ortigas (2003).
En el año de su centenario se han publicado en un volumen dos libros suyos inéditos: Mariposas desaladas / Crepúsculo, en edición de Miguel Casaseca, así como una recopilación titulada Antología poética. Terrón entre terrones... y estrellas (2021), realizada por Fernando Primo Martínez.

### Poesía
- Mi voz y mi palabra, Bilbao: Comunicación Literaria de Autores, 1969.
- Palabra derramada. Toba, clavel y... viento. Grito de estopa, Zamora: edición particular, 1973.
- Sangre colgada a garfios (incluye también Con la sed bocarriba, Imposible alondra, Desde la sangre al rojo y Sufridlo en esperanza), Zamora: Diputación de Zamora, 1986.
- Alaciar de la luz estremecida, Zamora: edición de autor, 1988.
- Oyendo cómo crecen las ortigas, Salamanca: CELYA, 2003.
- Mariposas desaladas / Crepúsculo, edición de Miguel Casaseca, Zamora: Semuret, 2021.
- Antología poética. Terrón entre terrones... y estrellas, selección de Fernando Primo Martínez, nota de Jesús Hilario Tundidor, Zamora: Semuret, 2021.

### Relatos
- ... del atardecer de Iberia, Zamora: J. López y P. Rodrigo, 1990.

### Obras colectivas en las que aparece
- Jesús Hilario Tundidor, 6 poetas de Zamora y una intrusión ... León Felipe, Claudio Rodríguez, Alfonso Peñalosa, Lorenzo Pedrero, Waldo Santos, Jesús Fco. Hernández Pascual, Zamora: Caja de Ahorros Provincial de Zamora, 1976.
- Vía Crucis del arte zamorano. 14 poetas, 14 pintores, Zamora: Cofradía de Jesús del Vía Crucis, 1991.
- Poemas para la Semana Santa zamorana. CD VI, Miércoles Santo, registro sonoro en CD, idea de Eladio J. Ramos,  Zamora: Okapi, 2011.[11]

## Reconocimientos
- El poeta recibió en 2002 un homenaje bajo el lema Con un clavel en el ojal rojo de la noche, tributado por numerosos representantes de la cultura zamorana. En el acto, celebrado el 12 de diciembre en el Teatro Principal, actuó el cantaor José Menese y distintos poetas y cantantes de la tierra. Con motivo de este homenaje se publicó un libro con ilustraciones y poemas de muchos de los que amaron la poesía de Waldo Santos y tuvieron la oportunidad de conocerle, entre ellos Jesús Ferrero, Antonio Pedrero, Jesús Hilario Tundidor, Máximo Hernández, Ángel Fernández Benéitez, Juan Manuel Rodríguez Tobal, Ramón Abrantes, Jesús Losada, Juan Luis Calbarro, Tomás Sánchez Santiago, Julio Marinas o Luis Ramos de la Torre.[12]
- En 2018 se celebró una exposición sobre Santos en un establecimiento hostelero de la capital zamorana.[13]
- En 2021 se celebró el centenario de su natalicio con numerosos actos divulgativos,[14][15][16][17] una exposición titulada "Ilustradores e ilustraciones en Waldo Santos", comisariada por la familia del poeta,[18] y la publicación del volumen de inéditos y la antología mencionados más arriba.